# Messe de Nostre Dame

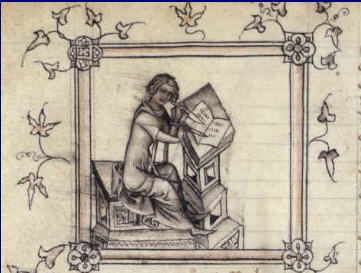
Der Komponist Guillaume de Machaut beim Schreiben

La Messe de Nostre-Dame ist eine Messvertonung für vier Singstimmen von Guillaume de Machaut (um 1300/1305–1377). Es handelt sich dabei neben den Messen von Tournai, Toulouse, Barcelona und der Sorbonne um eine der ältesten polyphonen Vertonungen des Ordinariums und um die älteste bekannte, die aus der Feder eines einzelnen, benannten Komponisten stammt.

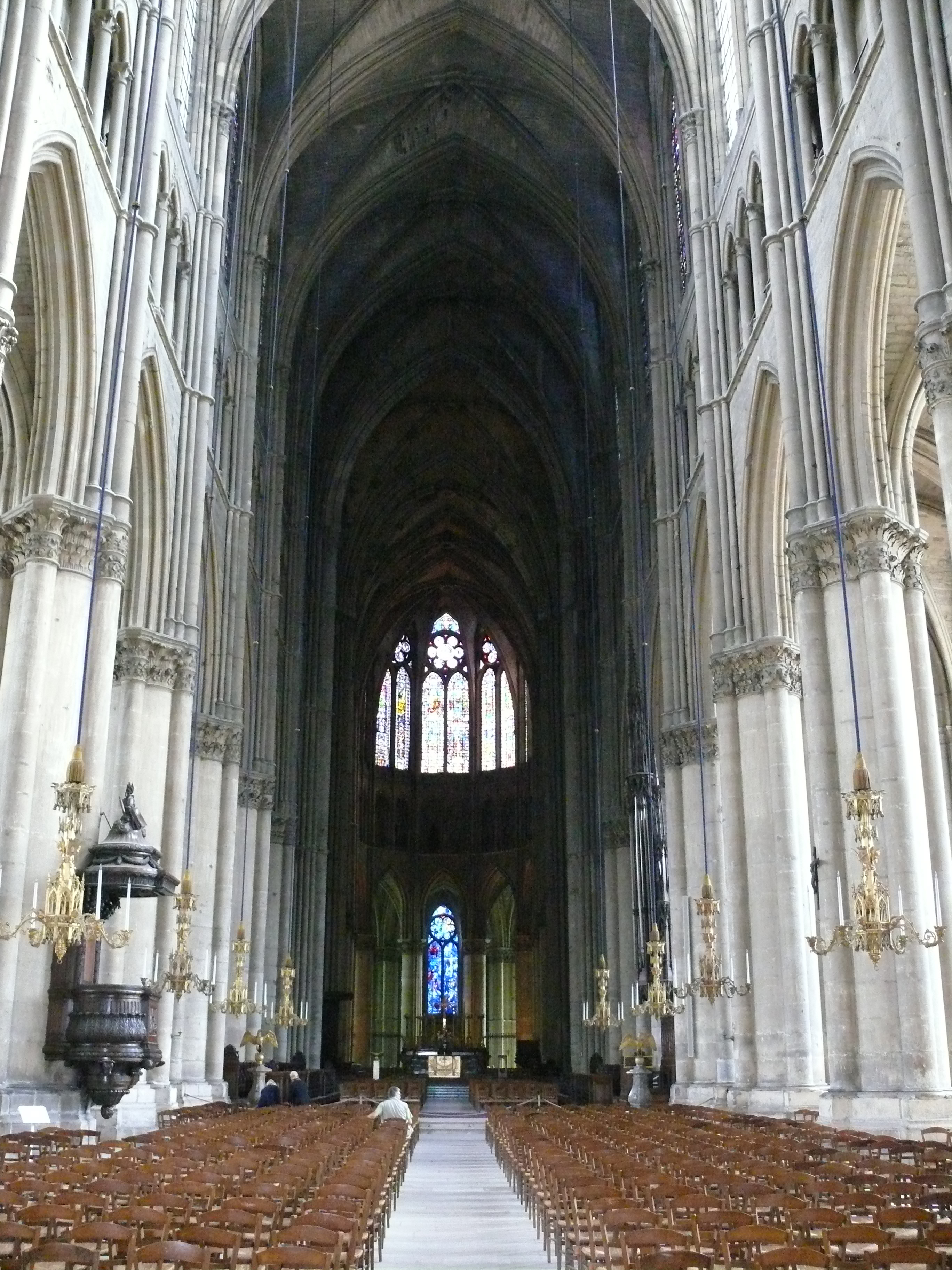
Innenraum der Kathedrale Notre-Dame von Reims, Entstehungs- und Aufführungsort der Messe

Der Titel der Messe bezieht sich auf den Marientitel Unsere Liebe Frau, dem auch die Kathedrale von Reims geweiht ist, der Wirkungsort Guillaume de Machauts.
Die Komposition entstand vermutlich um 1360. Die früher verbreitete Vermutung, Anlass der Komposition sei die Krönung König Karls V. (19. Mai 1364) gewesen, gilt heute als unwahrscheinlich, da Guillaume als Kanonikus der Kathedrale von Reims bei der Krönung anwesend war und über sie berichtete, eine Aufführung seiner Messe dabei jedoch mit keinem Wort erwähnte. Die Messe ist nicht in einer liturgischen Sammlung überliefert, sondern in illuminierten Handschriften der Kompositionen Guillaumes. 

## Werkbeschreibung
Die Messe besteht aus sechs Teilen. Außer den später üblichen Ordinariumsteilen Kyrie, Gloria, Credo, Sanctus und Agnus Dei enthält die Messe, wie auch schon die ältere Messe de Tournai, ein vertontes Ite, missa est.
In dem Messzyklus wechseln sich zwei verschiedene Kompositionstechniken ab. In Kyrie, Sanctus, Agnus Dei und Ite, missa est herrscht der Stil der isorhythmischen Motette mit einer gregorianischen Melodie als Cantus firmus im Ténor vor. Beispielsweise im Kyrie sind zahlreiche Hoquetuspassagen in den Oberstimmen vorhanden. Demgegenüber sind das Gloria und das Credo ohne Bezugnahme auf die Gregorianik streng homophon gesetzt; lediglich die Amen-Schlüsse sind wegen der festlichen Schlusswirkung wieder polyphon ausgeführt.
Im Gegensatz zu den anderen polyphonen Messvertonungen des 14. Jahrhunderts, die mit Diskant, Ténor und Bass dreistimmig gesetzt sind, weitet Guillaume de Machaut die Satztechnik durch die Hinzunahme eines Contratenor zu einem vollständigen vierstimmigen Satz aus. Über die Verwendung von Instrumenten ist, anders als bei Guillaume de Machauts anderen Kompositionen, nichts bekannt.
Die Aufführungsdauer beträgt ca. 30–35 Minuten.